# 辛文陵
辛文陵（?—?），唐朝将领，官至左武卫大将军、并州长史、洛州长史，封长山县公。
辛文陵率兵招慰高句丽，行至吐护真水（老哈河），高句丽乘其不备，袭击打败了他。韦待价与中郎将薛仁贵受诏经略东蕃，率兵救援。辛文陵苦战，敌军渐退，唐军获全。韦待价被重创，流矢中其左足，最后不言其功，以足疾免官归家。
显庆五年（660年）五月廿八，唐高宗以定襄都督阿史德枢宾为沙砖道行军总管，会同营州辽东经略薛仁贵，以讨伐契丹。薛仁贵、辛文陵在黑山大破契丹，擒契丹首领阿卜固献于东都洛阳。
龙朔三年（663年），吐蕃进攻吐谷浑，吐谷浑大败，可汗诺曷钵与弘化公主率领数千帐投奔唐朝凉州，请求移居唐朝内地。唐高宗任命凉州都督郑仁泰为青海道行军大总管，率领右武卫将军独孤卿云、辛文陵等分别屯兵于凉、鄯二州，以防备吐蕃。六月二十六日，又任命左武卫大将军苏定方为安集大使，调度约束诸军，作为吐谷浑的后援。

## 家族
- 曾祖父：辛明，北魏扶风郡太守
- 孙：辛嗣本，左领军将军
  - 曾孙：辛昱，通事舍人
- 孙：辛光嗣
- 孙：辛温恭